# Badminton 1982
Höhepunkte des Badmintonjahres 1982 waren die All England, die Irish Open, die Scottish Open, die German Open, die Dutch Open, die Denmark Open, die French Open, die Asienspiele, die Commonwealth Games und die Europameisterschaft.
==Internationale Veranstaltungen ==
| Veranstaltung | Herreneinzel | Dameneinzel   | Herrendoppel                   | Damendoppel                      | Mixed                            |
| ------------- | ------------ | ------------- | ------------------------------ | -------------------------------- | -------------------------------- |
| All England   | Morten Frost | Zhang Ailing  | Razif Sidek Jalani Sidek       | Lin Ying Wu Dixi                 | Martin Dew Gillian Gilks         |
| Denmark Open  | Morten Frost | Wu Jianqiu    | Park Joo-bong Lee Eun-ku       | Lin Ying Wu Dixi                 | Thomas Kihlström Nora Perry      |
| French Open   | Ahmed Zubair | Denyse Julien | Bob MacDougall Mark Freitag    | Johanne Falardeau Linda Cloutier | Bob MacDougall Johanne Falardeau |
| German Open   | Morten Frost | Wu Dixi       | Morten Frost Steen Fladberg    | Wu Dixi Lin Ying                 | Dipak Tailor Gillian Gilks       |
| Swedish Open  | Misbun Sidek | Wu Dixi       | Christian Hadinata Lius Pongoh | Xu Rong Wu Jianqiu               | Duncan Bridge Gillian Clark      |

## Veranstaltungskalender
| - 16. Januar – 17. Januar Chinese Taipei Open - 16. Januar – 17. Januar Japan Open - 23. Januar – 24. Januar Scottish Open - 6. Februar – 7. Februar Nationale Meisterschaften - 13. Februar – 14. Februar Dutch Open - 20. Februar – 21. Februar Irish Open - 4. März – 7. März German Open - 10. März – 14. März Swedish Open - 17. März – 20. März Denmark Open - 19. März – 21. März Swiss Open - 24. März – 28. März All England - 3. April – 4. April French Open - 10. April – 11. April Nationale Meisterschaften - 13. April – 18. April Europameisterschaft - 24. April – 25. April Israel International - 8. Mai – 9. Mai Malta International - 8. Mai – 9. Mai Bermuda International - 29. Mai – 30. Mai Plume d’Or - 15. Mai – 16. Mai Portugal International - 20. Mai – 21. Mai Thomas Cup | - 19. Juni – 20. Juni Mozambique International - 14. August – 15. August Indonesia Open - 21. August – 22. August New Zealand Open - 11. September – 12. September Australian Open - 18. September – 19. September Seelenbinder-Gedenkturnier - 30. September – 9. Oktober Commonwealth Games - 2. Oktober – 3. Oktober South Africa International - 9. Oktober – 10. Oktober Czechoslovakian International - 15. Oktober – 17. Oktober Victor Cup - 30. Oktober – 31. Oktober Scandinavian Masters - 6. November – 7. November Hungarian International - 13. November – 14. November Norwegian International - 19. November – 4. Dezember Asienspiele - 20. November – 21. November Nordische Meisterschaft - 20. November – 21. November Carebaco-Meisterschaft - 26. November – 28. November Polish International - 27. November – 28. November Mexico International - 4. Dezember – 5. Dezember Canada Open - 4. Dezember – 5. Dezember Welsh International - 11. Dezember – 12. Dezember Nationale Meisterschaften |